# Sojuz T-15
Sojuz T-15 (ryska: Союз Т-15) var en flygning i det sovjetiska rymdprogrammet. Det var den första flygningen till rymdstationen Mir. Under flygningen besöktes även rymdstationen Saljut 7. Det var sista flygningen med en Sojuz av modell Sojuz-T. Farkosten sköts upp med en Sojuz-U2-raket från Kosmodromen i Bajkonur den 13 mars 1986. Den dockade med rymdstationen Mir den 15 mars 1986.
Den 5 maj 1986 lämnade farkosten Mir, för att dagen därpå docka med Saljut 7. Efter att nästan ha tillbringat tre veckor ombord på Saljut 7, lämnade man stationen den 25 juni 1986 och dockade dagen därpå åter med rymdstationen Mir.
Farkosten lämnade rymdstationen den 16 juli 1986. Några timmar senare återinträdde den i jordens atmosfär och landade i Sovjetunionen.
Sojuz T-15 är den enda flygning som besökt två olika rymdstationer under samma flygning.